# Береника IV
Вижте пояснителната страница за други личности с името Береника.
Береника IV (Berenike IV Epiphaneia, на гръцки: Βερενίκη; * между 78 и 75 пр.н.е.; † ок. април 55 пр.н.е.) е египетска царица (58 – 55 пр.н.е.), дъщеря на Птолемей XII, от династията на Птолемеите.

## Биография
Береника IV е най-възрастната дъщеря на египетския фараон Птолемей XII Авлет и неговата сестра и съпруга Клеопатра V Трифена. Береника IV е сестра на Птолемей XIII, Арсиноя IV и Птолемей XIV и на прочутата Клеопатра VII.
През септември 58 пр.н.е. баща ѝ Птолемей XII бяга поради въстание на Александрийците от Египет в Рим. Тогава Береника IV, заедно с майка ѝ, е избрана за египетска царица. По това време нейните братя Птолемей XIII и Птолемей XIV са били още малолетни. Нарича се Клеопатра Береника. След една година майка ѝ умира (57 пр.н.е.) и Береника IV е за късо време сама царица.
Береника IV се омъжва за Селевк VII Кибиосакт, брат на Антиох XIII Азиатик и син на Антиох X Еузеб, владетел от династията на Селевкидите и на Клеопатра Селена I, дъщерята на Птолемей VIII Фискон. Береника IV нарежда, заради лошите му маниери, да го убият скоро след това. През март или април 56 пр.н.е. тя се омъжва за македонеца Архелай († 55 пр.н.е.), син на генерал Архелай.
През началото на 55 пр.н.е. Птолемей XII е поставен чрез военни действия, с помощта на Авъл Габиний по заповед на Помпей Велики, отново за фараон на Египет. Архелай пада убит в боевете. Новият фараон Птолемей XII заповядва екзекуцията на дъщеря си Береника IV и нейните привърженици.